# Casaletto Lodigiano
Casaletto Lodigiano (lombardul: Casalét) település Olaszországban, Lombardia régióban, Lodi megyében. Lakosainak száma 2963 fő (2023. január 1.). Casaletto Lodigiano Bascapè, Caselle Lurani, Cerro al Lambro, Salerano sul Lambro és San Zenone al Lambro községekkel határos.

## Népesség
A település népességének változása:
| Lakosok száma | 2927 | 2911 | 2963 |
|               | 2017 | 2018 | 2023 |